# Tokyo Filmex
Tokyo Filmex (en japonès: 東京フィルメックス, Tōkyō Firumuekusu） és un festival de cinema anual inaugurat l'any 2000. Aquest festival va ser llançat per Oficce Kitano, companyia cinematogràfica de la qual Takeshi Kitano és el fundador i director.
Actualment Office Kitano es manté com un dels socis patrocinadors principals de Tokyo Filmex.